# Kolit
Kolit betyder inflammation i tjocktarmen. Ett vanligt symtom av inflammation i tjocktarmen är diarré.

## Typer
Det finns olika typer av kolit. Koliter kan kategoriseras efter vilken orsak de har.

### Autoimmun
- Inflammatorisk tarmsjukdom (IBD) – innefattar två tillstånd: ulcerös kolit och Crohns sjukdom.[1]
  - Ulcerös kolit (UC) – utbreder sig endast i rektum och tjocktarmen.[1] Inflammationens djup i tarmväggen går endast till mukosan och submukosan.[1]
  - Crohns sjukdom (CD) – kan engagera vilken del som helst i mag- och tarmkanalen.[1] Inflammationens djup är vanligen genom samtliga tarmväggens lager.[1]

### Okänd
- Mikroskopisk kolit – ger oblodig, vattnig diarré och dess orsak är okänd.[1][2] Förekommer framför allt i följande två tillstånd: kollagen kolit och lymfocytär kolit.[1][2]
  - Kollagen kolit – kollagenskiktet är större än normalt.[2] Denna barriär försämrar absorptionen av vatten och elektrolyter, vilket orsakar diarré. Sjukdomen drabbar oftast kvinnor.[2]
  - Lymfocytär kolit – en ökad mängd lymfocyter i epitelet finns och en måttlig kronisk inflammation i lamina propria.[2] Uppkomsten av sjukdomen är okänd.[2] Behandlingen riktar sig mot symtomen.[2] Kirurgisk behandling förekommer.[2]

### Infektion
- Infektiös kolit – exempelvis orsakad av bakterien Clostridioides difficile eller Campylobacter jejuni.[1]

### Vaskulär
- Ischemisk kolit.[3]

### Behandlingsorsakad
- Kolit orsakad exempelvis av strålbehandling.